# Borja Garcés
Borja Garcés, né le 6 août 1999 à Melilla en Espagne, est un footballeur espagnol qui évolue au poste d'avant-centre.

## Biographie

### Débuts à l'Atlético de Madrid
Né à Melilla en Espagne, Borja Garcés commence le football avec le club de sa ville natale, le Gimnástico Melilla, avant d'être formé par le CF Rusadir (en) puis l'Atlético de Madrid, qu'il rejoint en 2016. 
Il joue son premier match en professionnel le 15 septembre 2018, à l'occasion d'une rencontre de Liga face à la SD Eibar. Il entre en jeu à la place de Rodri et se fait remarquer en inscrivant également son premier but, sur un service d'Antoine Griezmann, qui permet à son équipe d'obtenir le match nul dans le temps additionnel (1-1 score final),.
En mars 2019, la progression de Garcés est freinée par une blessure au genou droit qui le tient éloigné des terrains pour plus de six mois.

### Prêts
Le 15 janvier 2021, Garcés est prêté au CF Fuenlabrada jusqu'à la fin de la saison. Il se fait remarquer dès son premier match, le 16 janvier, en coupe d'Espagne contre le Levante UD, en marquant son premier but. Son équipe est toutefois battue lors de la séance de tirs au but. Avec Fuenlabrada il découvre la deuxième division espagnole, jouant son premier match face à l'AD Alcorcón le 22 janvier suivant (0-0 score final).
Le 12 août 2021, Garcés est cette fois prêté au CD Leganés.
Le 20 juillet 2022, Garcés rejoint cette fois le CD Tenerife.
Toujours sous contrat avec l'Atlético, Garcés rejoint le Elche CF le 1er septembre 2023 sous la forme d'un prêt d'une saison.
Après une saison en prêt à Elche, Borja Garcés fait son retour à l'Atlético de Madrid lors de l'été 2024. Il est cependant intégré à l'équipe réserve du club, qui est alors dirigée par Fernando Torres.